# Modelo computacional
Un modelo computacional es un modelo matemático en las ciencias de la computación que requiere extensos recursos computacionales para estudiar el comportamiento de un sistema complejo por medio de la simulación por computadora. El sistema bajo estudio es a menudo un sistema complejo no lineal para el cual las soluciones analíticas simples e intuitivas no están fácilmente disponibles. En lugar de derivar una solución analítica matemática para el problema, la experimentación es hecha con el modelo cambiando los parámetros del sistema en la computadora, y se estudian las diferencias en el resultado de los experimentos. Las teorías de la operación del modelo se pueden derivar/deducir de estos experimentos de computacionales.
Algunos ejemplos de modelos computacionales comunes son modelos del pronóstico del tiempo, modelos del Earth Simulator, modelos de simulador de vuelo, modelos de plegamiento molecular de proteínas, y modelos de red neural.